# Boulevard Murat
Boulevard Murat je bulvár v 16. obvodu v Paříži. Je součástí tzv. Maršálských bulvárů. Bulvár nese jméno Joachima Murata (1767–1815), maršála Francie.

## Trasa
V Maršálských bulvárech navazuje Boulevard Murat na Boulevard du Général-Martial-Valin, který leží přes Seinu na levém břehu. Geograficky je však v tomto místě souvislá řada přerušena. Na pravém břehu totiž pokračuje přes most Garigliano Boulevard Exelmans, který se mezi Maršálské bulváry nepočítá (přestože Rémy Joseph Isidore Exelmans (1775–1852) byl taktéž maršálem Francie). Boulevard Murat vybíhá až o několik desítek metrů po proudu řeky a vede přes Porte de Saint-Cloud, odkud dále pokračuje severním směrem rovnoběžně s Boulevardem Exelmans až na Porte d'Auteuil. Zde z druhé strany náměstí Place de la Porte-d'Auteuil navazuje Boulevard Suchet.